# والتر لاتام
والتر لاتام (انگلیسی: Walter Latham؛ زاده ۱۳ دسامبر ۱۹۷۰) یک بازیگر و کمدین اهل آمریکا است.